# Star (Art)
Der Star (Sturnus vulgaris), auch als Gemeiner Star bezeichnet, ist der in Eurasien am weitesten verbreitete und häufigste Vertreter der Familie der Stare (Sturnidae). Durch zahlreiche Einbürgerungen auf anderen Kontinenten ist der Star heute einer der häufigsten Vögel der Welt. Im Niederdeutschen werden Stare  Spreen genannt.
Der Star war in Deutschland „Vogel des Jahres 2018“.

## Aussehen

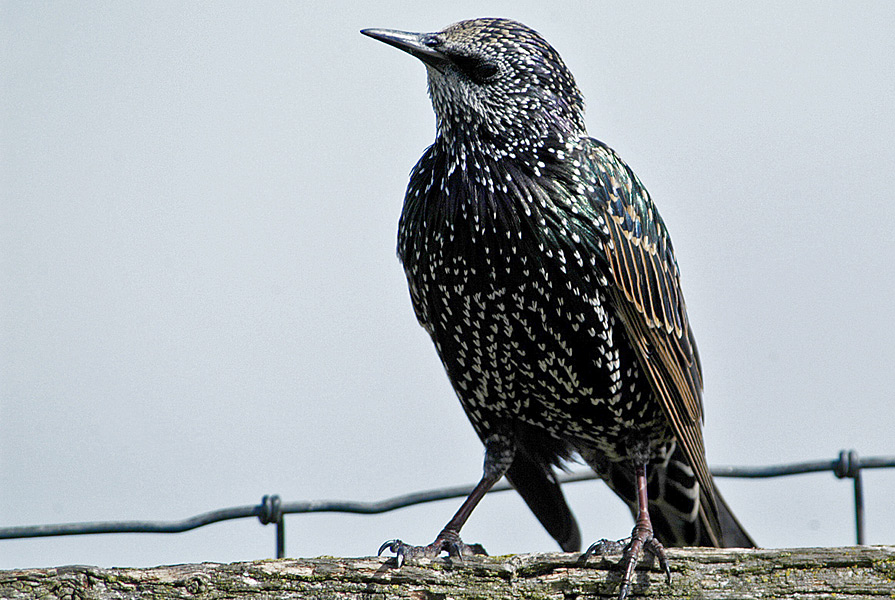
Star (Sturnus vulgaris) im Schlichtkleid

Der Star ist mit einer Körperlänge von 19 bis 22 cm etwas kleiner als die Amsel. Der Schwanz ist im Vergleich zur Amsel deutlich kürzer. Die Flügel wirken im Flug dreieckig und spitz. Männliche Stare des nominotypischen Taxons wiegen im Mittel 81 g, Weibchen sind mit im Mittel 76 g etwas leichter.
Im Schlichtkleid sind die Körperfedern schwärzlich mit metallisch grünem oder purpurnem Glanz und haben weiße bis beigefarbene Spitzen. Der ganze Körper erscheint dadurch hell gepunktet. Daher rührt der Begriff Perlstar. Die Schwingen und Steuerfedern sind schwarzbraun mit hellbräunlichen Säumen, die Armschwingen sind außerdem breit metallisch glänzend gesäumt. Das Prachtkleid entsteht im Frühjahr durch Abnutzung der hellen Spitzenflecken des Körpergefieders, der Körper ist dann insgesamt schwärzlich und metallisch glänzend. Der Schnabel ist im Prachtkleid gelb, im Schlichtkleid schwärzlich. Die Beine sind rotbraun, die Iris der Augen ist dunkelbraun.
Die Geschlechter unterscheiden sich nur geringfügig, Weibchen sind etwas weniger intensiv metallisch glänzend gefärbt als Männchen, und die Punktzeichnung auf dem Körper bleibt bei Weibchen im Prachtkleid meist deutlicher erhalten. Die Basis des Unterschnabels ist bei Männchen im Prachtkleid blaugrau, bei Weibchen weißlich.
Frisch ausgeflogenen Staren fehlt der Metallglanz, der Körper ist erdbraun, nur die Kehle ist weißlich aufgehellt. Die Schwingen und Steuerfedern sind dunkelbraun ohne Metallglanz. Der Schnabel ist mattbraun, die Beine dunkelgraubraun.

## Lautäußerungen

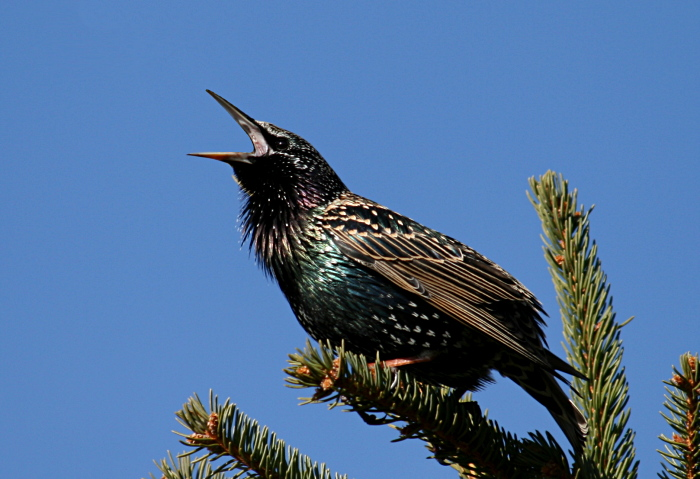
Singender Star

Der Gesang wird ganzjährig meist von einer exponierten Warte vorgetragen, während der Brutzeit meist in unmittelbarer Nähe zur Bruthöhle. Intensiv singende Stare sträuben das Gefieder und flattern mit den gespreizten Flügeln. Der Star ist für sein „Spotten“ berühmt, also für seine Fähigkeit, Tierstimmen und Laute zu imitieren. Der anhaltende, schwätzende Gesang besteht aus einer Vielzahl von ansteigenden oder abfallenden Pfeiftönen, Schnalz-, Zisch- und Rätschlauten sowie Imitationen von Vogel- und anderen Tierstimmen oder technischen Geräuschen. Häufig werden zum Beispiel Rufe von Wachtel, Mäusebussard oder Kiebitz nachgeahmt, daneben auch Hundegebell, das Geräusch von Rasenmähern oder neuerdings auch Klingeltöne von Mobiltelefonen. Die Warnrufe sind je nach Bedrohung unterschiedlich. Vor Flugfeinden (Krähen, Greifvögeln usw.) wird mit einem schnell gereihten, scharfen, sehr kurzen „spett, spett“ gewarnt, vor Bodenfeinden mit einem wiederholten, langgezogenen „brrrrrrrt“ oder „tschrrr“.

## Verbreitung

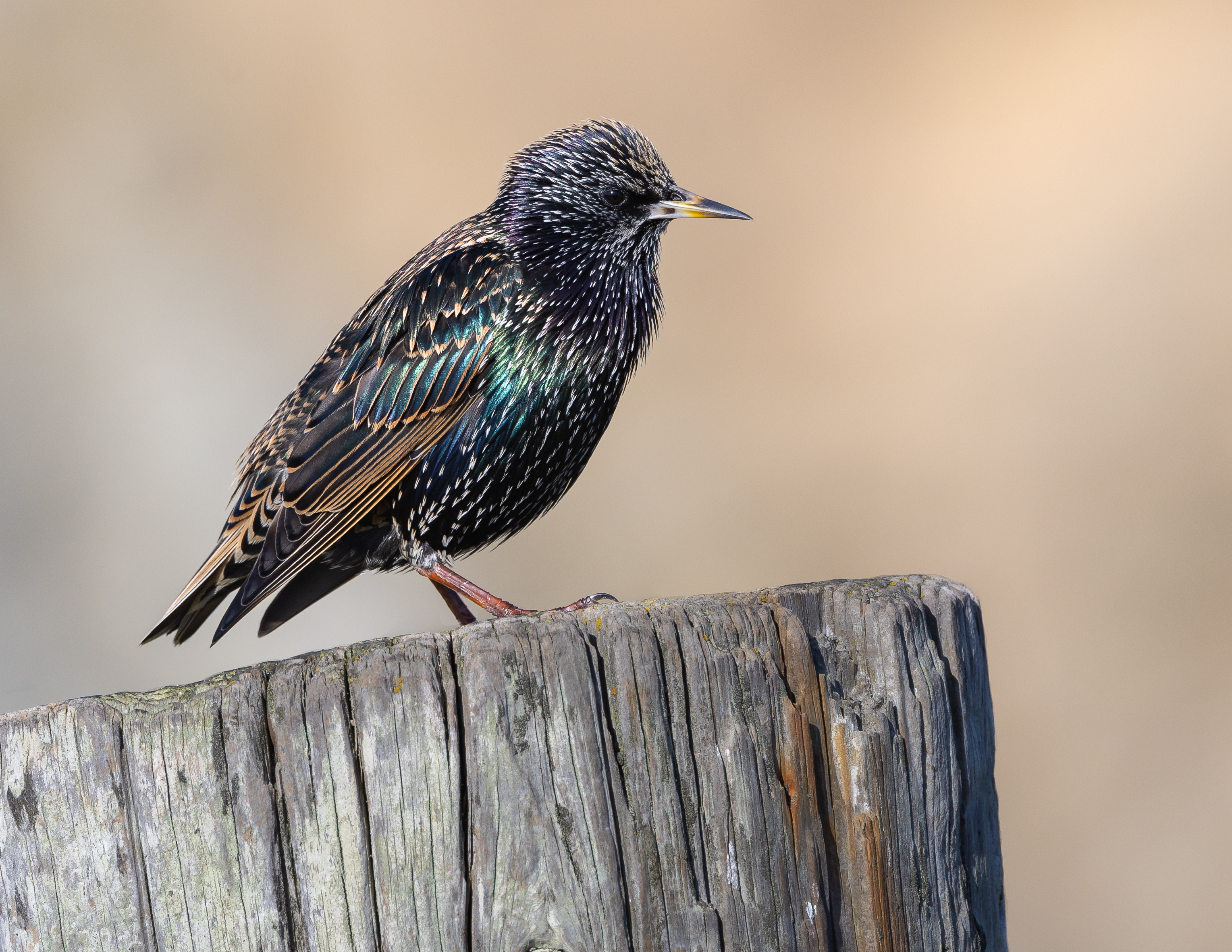
In den Vereinigten Staaten sind Stare eine weit verbreitete invasive Art (Foto: Star an der kalifornischen Pazifikküste)

Der Star besiedelt die boreale und die gemäßigte Zone sowie den Nordrand der mediterranen Zone Europas und Asiens von Island und Norwegen bis Mittelsibirien etwa bis zum Baikalsee. Im Norden Europas liegt die Grenze der Verbreitung am Nordkap und auf der Kola-Halbinsel, weiter östlich am nördlichen Ural, sie weicht in Westsibirien bis auf etwa 60° Nord zurück. Die Südgrenze der Verbreitung verläuft in Europa durch Nord-Spanien, Süd-Frankreich, Italien, ehemaliges Jugoslawien und Nord-Griechenland; in Asien durch die Türkei, den Norden Iraks und Irans, Afghanistan, Pakistan und Nordwest-Indien bis in die nordwestliche Mongolei.
Der Star wurde außerdem in Südwest-Afrika, Neuseeland, Australien und Nordamerika eingebürgert. Er besiedelt in Letzterem heute fast den gesamten Kontinent vom arktischen Kanada bis in das subtropische Mexiko.
In Europa ist der Star flächendeckend verbreitet, er fehlt nur im Inneren großer geschlossener Waldgebiete, in völlig ausgeräumten Agrarlandschaften sowie in Höhenlagen ab etwa 1500 Meter. Auch Städte werden bis in die Zentren besiedelt. Höchste Dichten werden in Bereichen mit höhlenreichen Baumgruppen und benachbartem Grünland zur Nahrungssuche erreicht.

## Systematik
Die Unterartengliederung des Stars ist umstritten, die Abgrenzung der Unterarten erfolgt im Wesentlichen anhand geringer Größenunterschiede und der Färbung des Metallglanzes einzelner Gefiederpartien. Im Feld sind die Unterarten also kaum zu unterscheiden. Die folgende Darstellung mit 11 Unterarten basiert auf Haffer (in Glutz von Blotzheim u. a. 1993). Die Übergänge zwischen den einzelnen Unterarten sind meist fließend (klinal), insbesondere für den asiatischen Raum muss die beschriebene Verbreitung daher als grobe Näherung verstanden werden.
- S. v. vulgaris Linnaeus, 1758: Das nominotypische Taxon besiedelt fast ganz Europa bis zur südlichen Verbreitungsgrenze (s. o.) und im Osten bis zum Ural.
- S. v. faroensis Feilden, 1872: Isolierte Population auf den Färöer-Inseln; etwas größer und kräftiger als Nominatform.
- S. v. zetlandicus Hartert, E, 1918: Isolierte Population auf den Shetlandinseln und den Äußeren Hebriden; Maße zwischen Nominatform und S. v. faroensis.
- S. v. poltaratskyi Finsch, 1878: Östlich an Nominatform anschließend in West- und Mittelsibirien; im Gegensatz zur Nominatform Kopf und Kehle purpurn glänzend.
- S. v. tauricus Buturlin, 1904: Zwei getrennte Teilareale im Süden der Ukraine und auf der Krim sowie in der Türkei; Oberseite blauviolett, Flanken bronzefarben.
- S. v. purpurascens Gould, 1868: Ostufer des Schwarzen Meeres, Armenien bis Nordost-Türkei; Kopf und Kehle kupferrot glänzend.
- S. v. caucasicus Lorenz, 1887: Norden des Kaukasus bis zur Mündung der Wolga, dann westlich und südlich des Kaspischen Meeres südlich bis in das Zagrosgebirge im Südwesten des Iran; Ränder der oberen Flügeldecken sowie der Armschwingen purpurn.
- S. v. nobilior Hume, 1879: Östlich des Kaspischen Meeres bis Afghanistan; Oberkopf mehr purpurn und weniger grün glänzend als bei S. v. caucasicus.
- S. v. porphyronotus Sharpe, 1888: Gebirge und Tiefländer Mittelasiens, nach Osten bis zum Tarimbecken und zum Pamir; grün glänzender Kopf gegen purpurnen Rumpf scharf abgegrenzt.
- S. v. humii Brooks, WE, 1876: Westen des Himalaya; Kopf blau glänzend.
- S. v. minor Hume, 1873: Tiefland im Nordwesten Indiens; deutlich kleiner als alle anderen Unterarten.

Das Handbook of the Birds of the World anerkennt zusätzlich die folgenden Unterarten:
- S. v. granti Hartert, E, 1903.
- S. v. oppenheimi Neumann, 1915

Im Süden Europas und in Nordafrika wird der Star durch den sehr ähnlichen Einfarbstar vertreten, beide Arten werden heute zu einer Superspezies vereinigt.

## Fortpflanzung

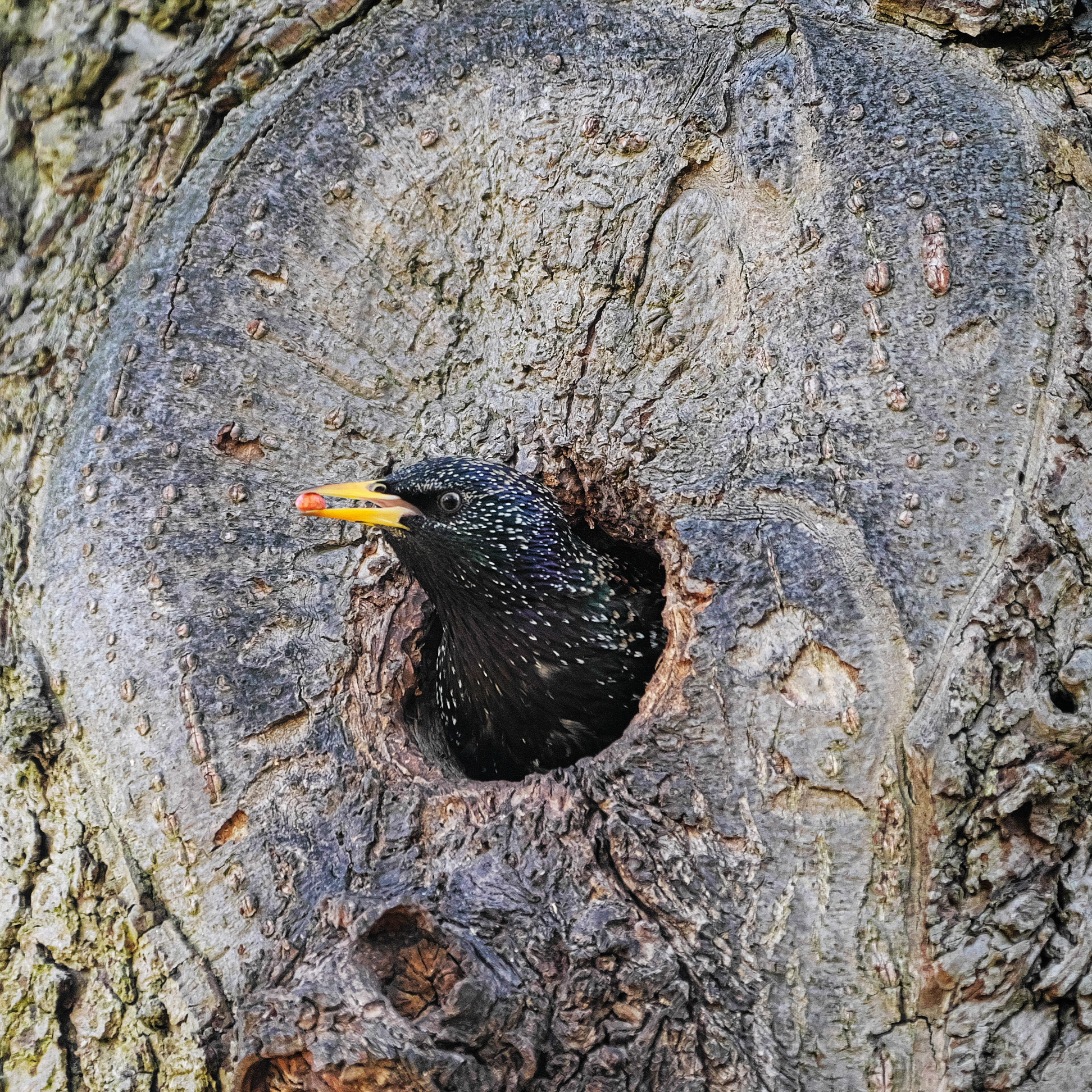
Star Mitte April in seiner Bruthöhle

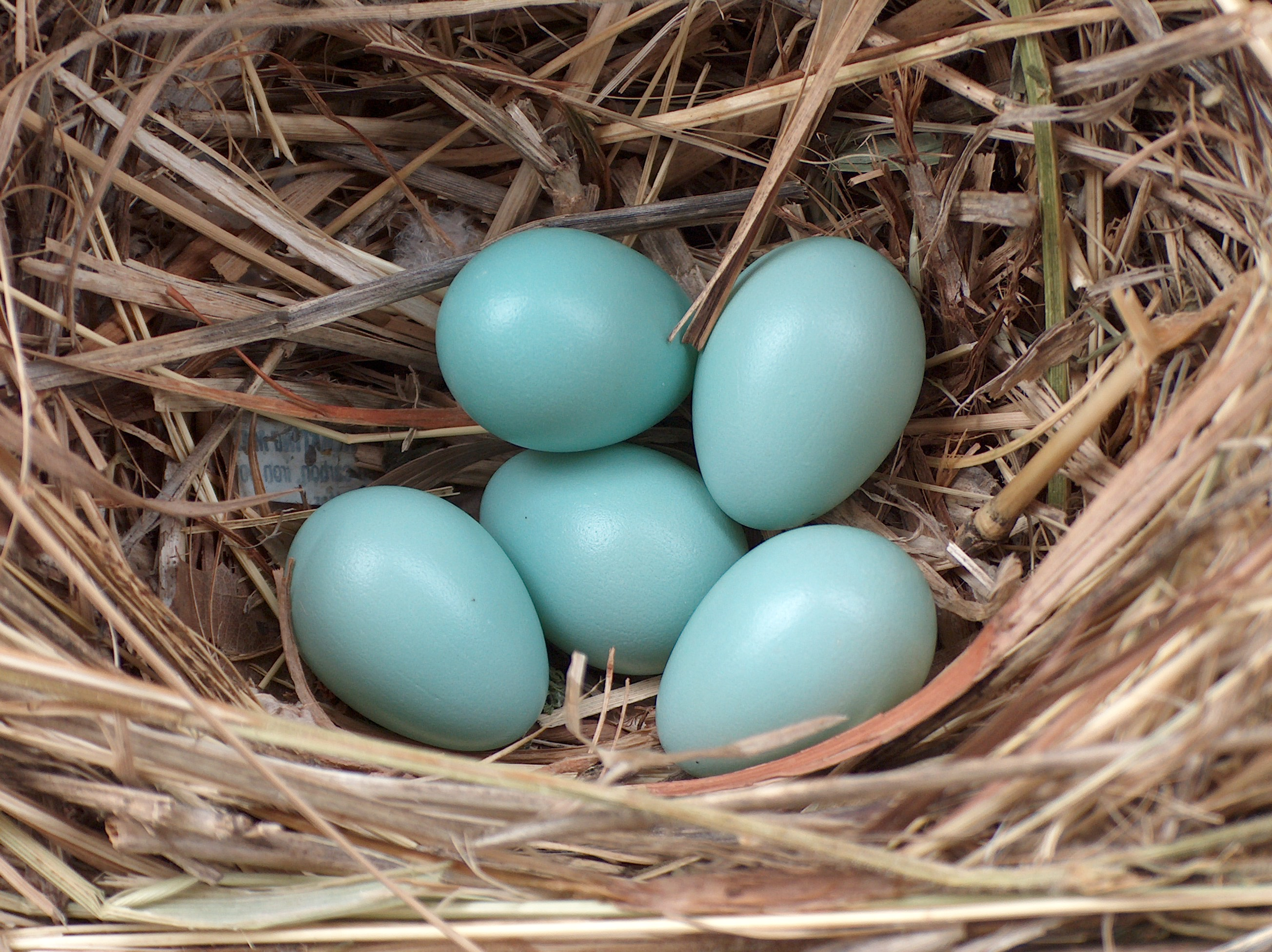
Gelege

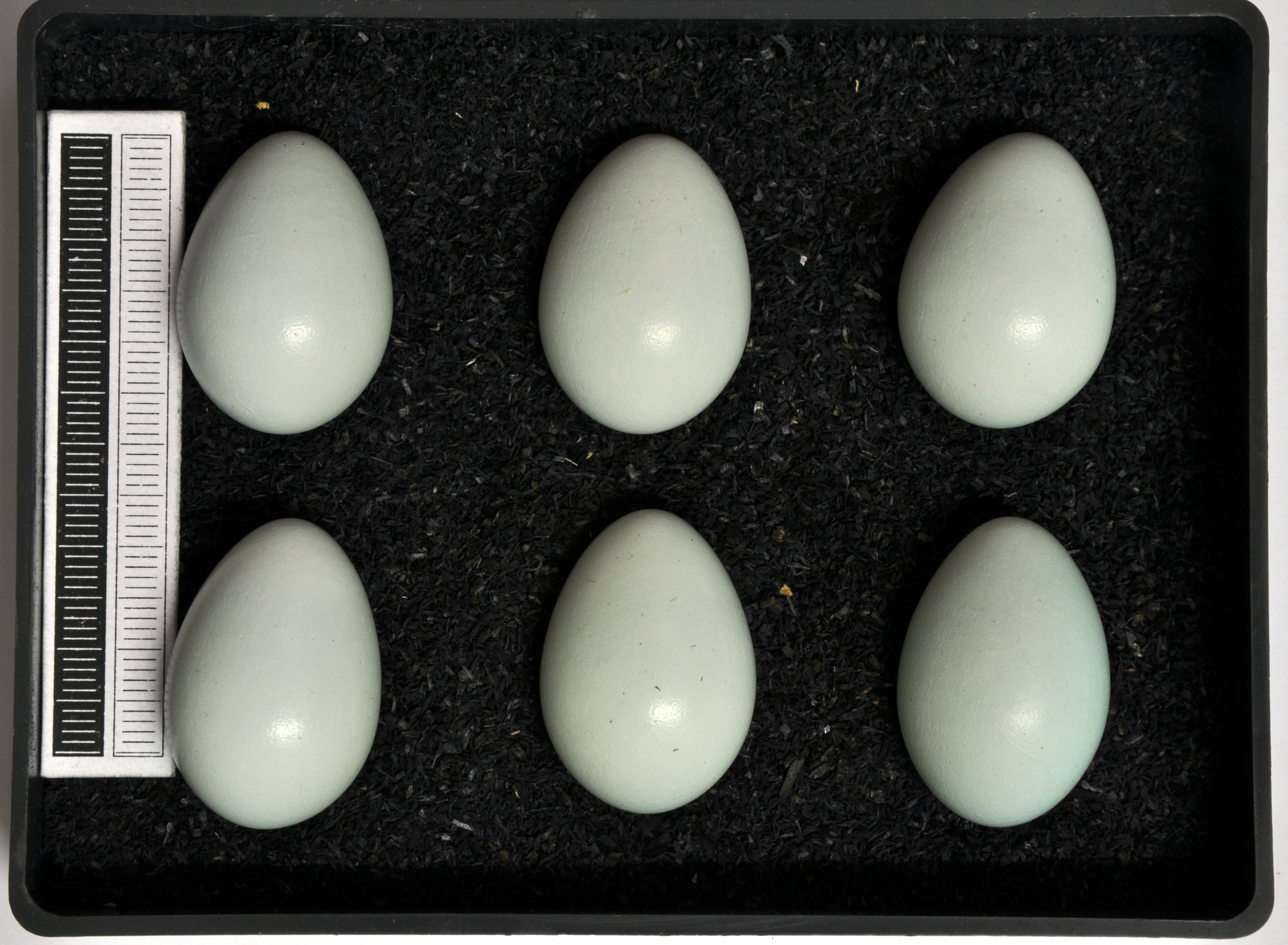
Gelege, Sammlung Museum Wiesbaden

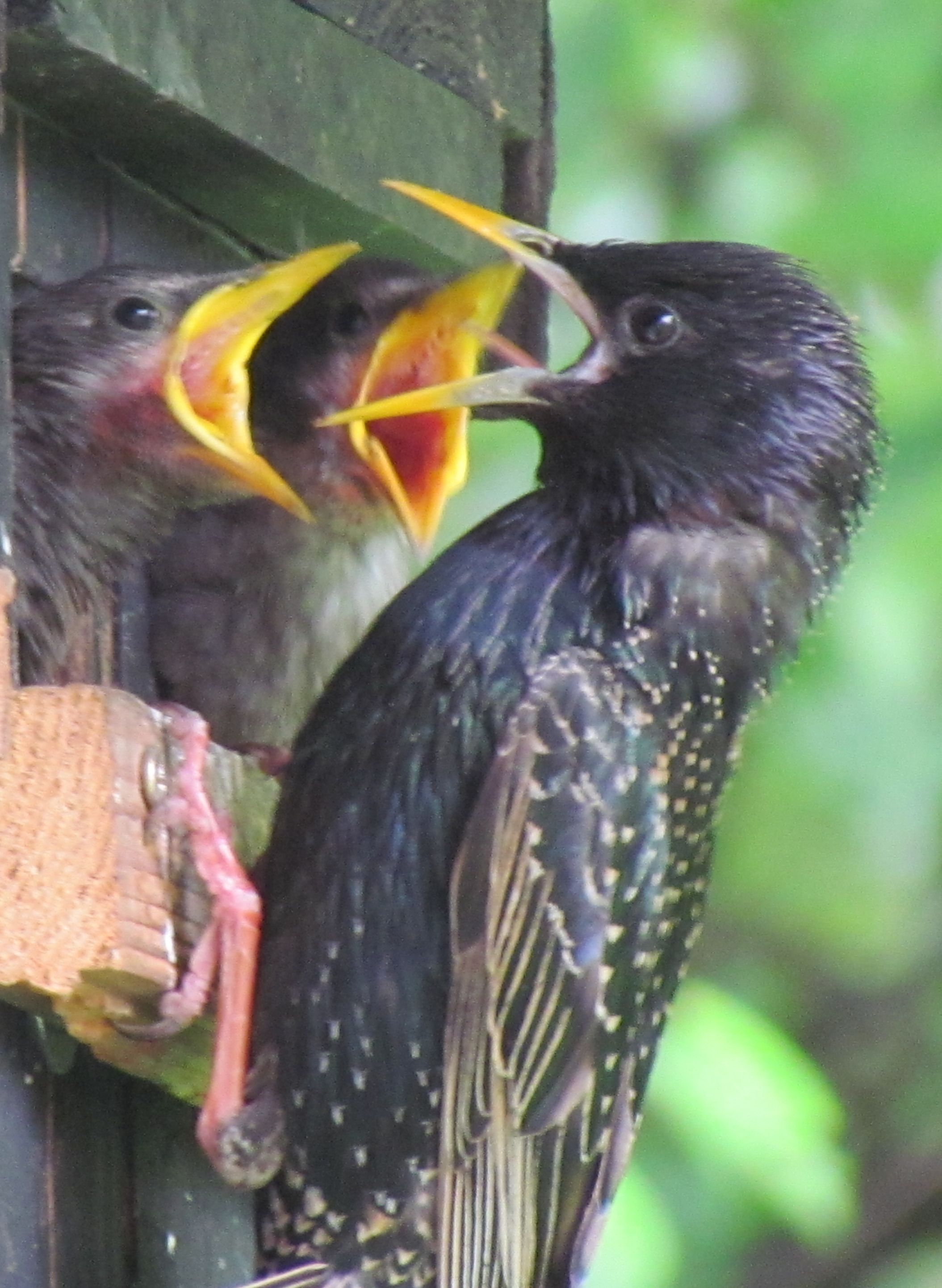
Fütternder Altvogel mit Jungen

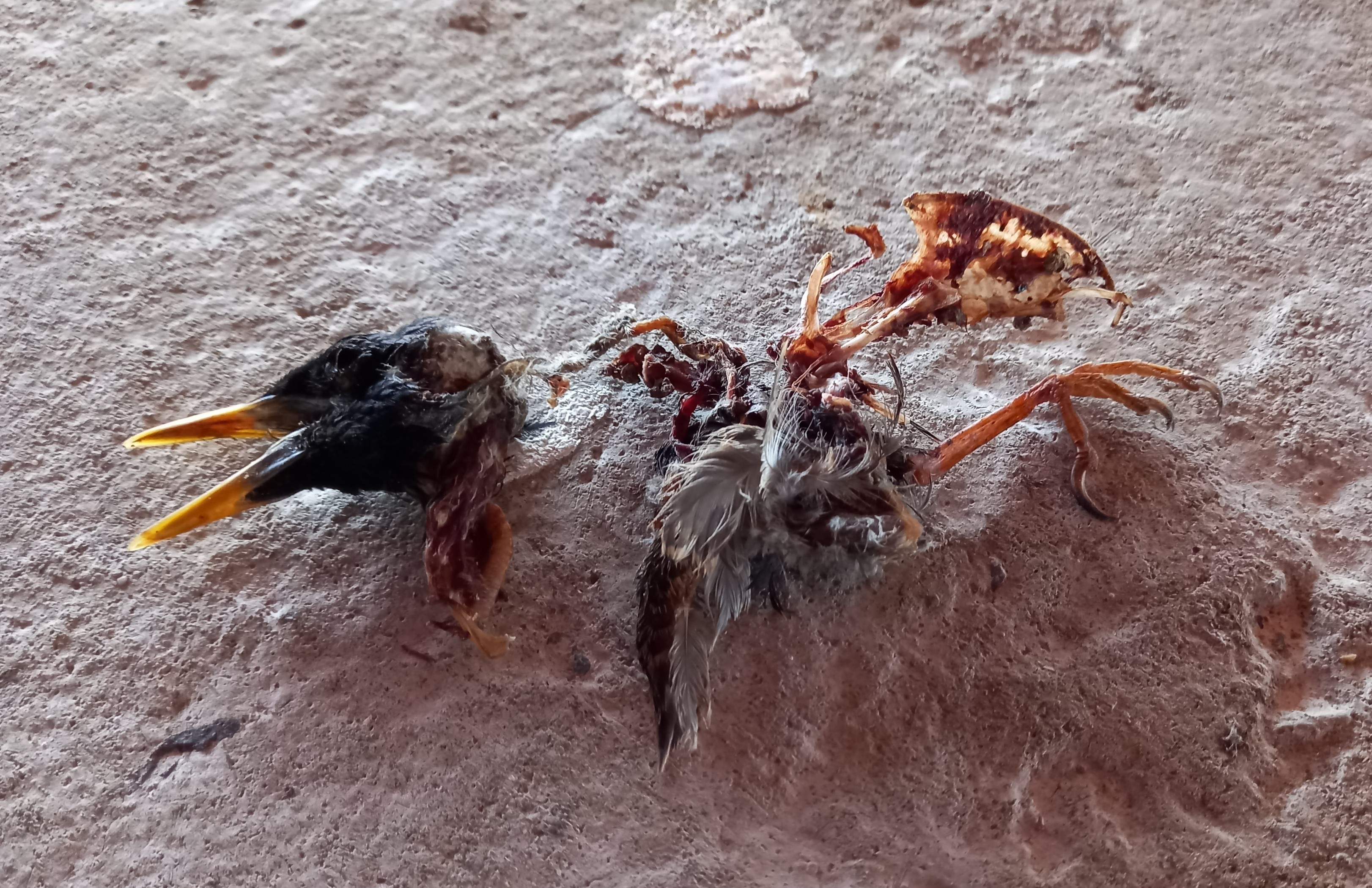
Reste eines Stars an einem Wanderfalkenbrutplatz

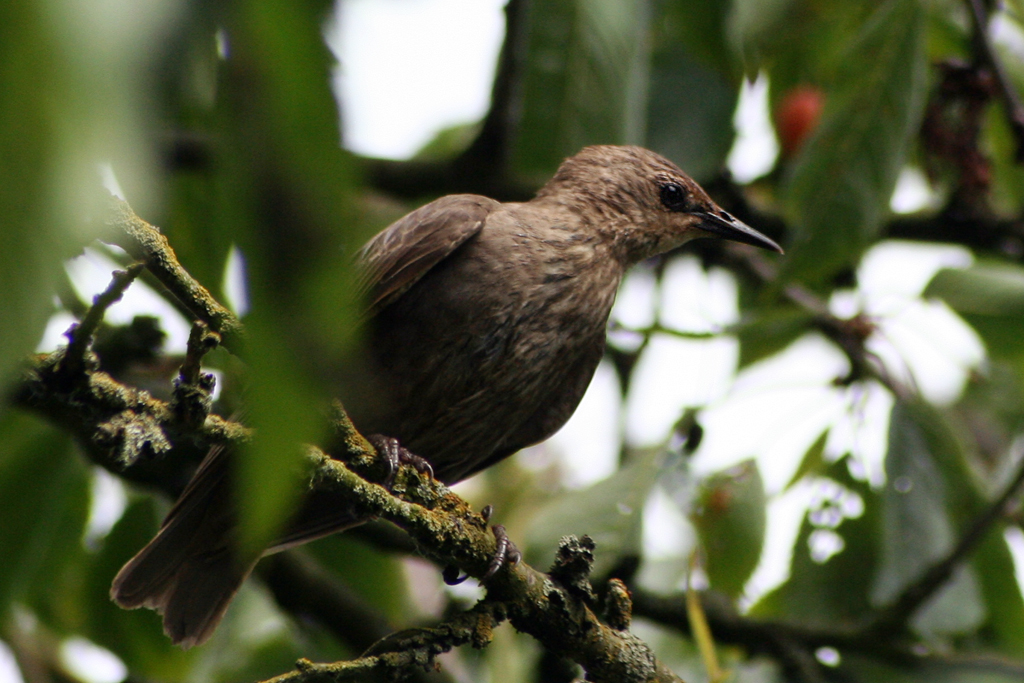
Eben ausgeflogener Star

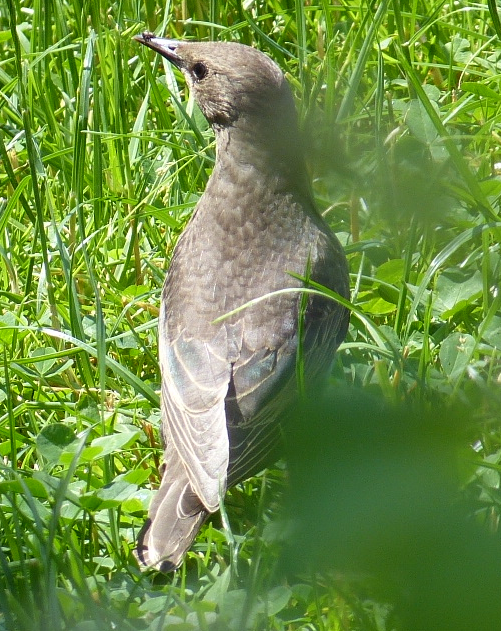
Diesjähriger Star

Das Nest baut der Star leicht unstrukturiert aus trockenen Blättern, Halmen, Wurzeln, Stroh, Haaren, Wolle und Federn in den unterschiedlichsten Arten von Höhlen. Überwiegend werden Baumhöhlen, aber auch Felsspalten und im Siedlungsbereich Nistkästen und Hohlräume an Gebäuden aller Art als Brutplatz angenommen.
Wenn es einen geeigneten Nistplatz gefunden hat, beginnt zuerst das Männchen den Nestbau mit grobem Baumaterial. Sobald das Weibchen das Nest akzeptiert hat, baut es dieses mit feinerem Pflanzenmaterial aus.
Stare führen eine Brutehe. Männchen können während einer Brutperiode monogam sein, häufig sind jedoch auch die gleichzeitige Verpaarung mit mehreren Weibchen (simultane Polygynie) oder aufeinanderfolgende Bruten mit verschiedenen Weibchen (sukzessive Polygynie). Bei einer Studie in Belgien waren 20 bis 60 Prozent aller Männchen polygyn, bei Frankfurt am Main mindestens 50 Prozent. In Extremfällen wurden bei Frankfurt am Main bei einem Männchen in einer Brutperiode fünf Bruten mit vier verschiedenen Weibchen nachgewiesen; bei Antwerpen brütete ein Männchen mit zwei Weibchen gleichzeitig und mit drei weiteren sukzessiv. Echte Zweitbruten sind hingegen selten, ihr Anteil liegt vermutlich selten über 10 Prozent. Bei den Erstbruten erfolgt die Eiablage in Mitteleuropa hochsynchronisiert meist zwischen dem 10. und 30. April. Die Eier sind hellgrün bis hellblau und ohne Zeichnung, sie wiegen im Mittel 6,6 Gramm und messen im Mittel 31 mal 21 Millimeter. Das aus vier bis acht Eiern bestehende Gelege wird 11 bis 13 Tage lang bebrütet. Die Nestlingszeit beträgt 17 bis 21 Tage. In Mitteleuropa fliegt der Großteil der Jungvögel zwischen 20. Mai und 10. Juni aus. Die letzten Jungvögel aus Spätbruten und aus Folgebruten polygyner Männchen fliegen Mitte bis Ende Juli aus.

## Alter
Stare können in Einzelfällen ein Alter von über 20 Jahren erreichen, wie Ringfunde belegen: Ein in Dänemark beringter Star erreichte ein Alter von 22 Jahren und 11 Monaten, ein in Deutschland beringter Star wurde 21 Jahre und vier Monate alt.

## Nahrung

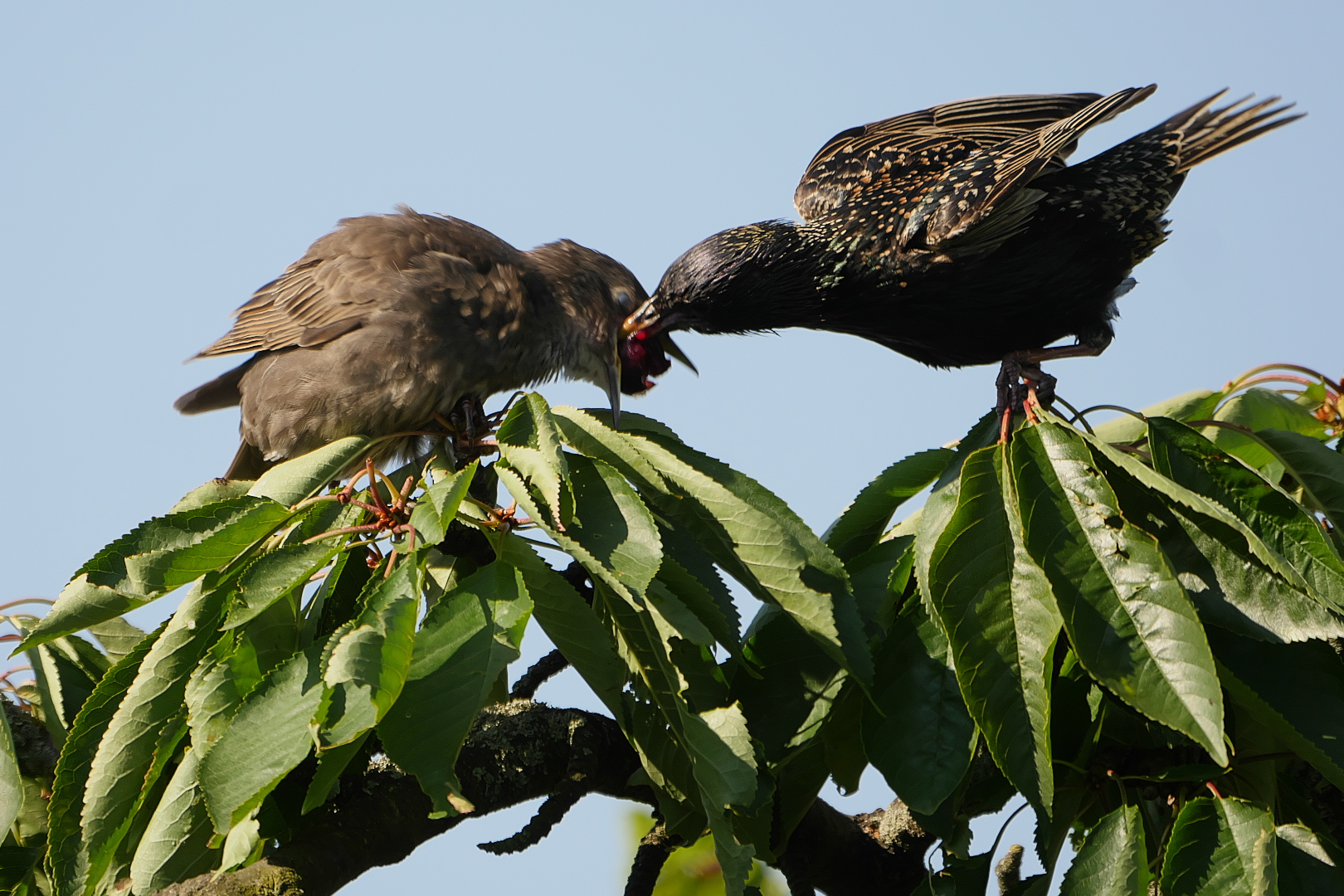
Altvogel füttert bereits flüggen Jungvogel mit Kirschen

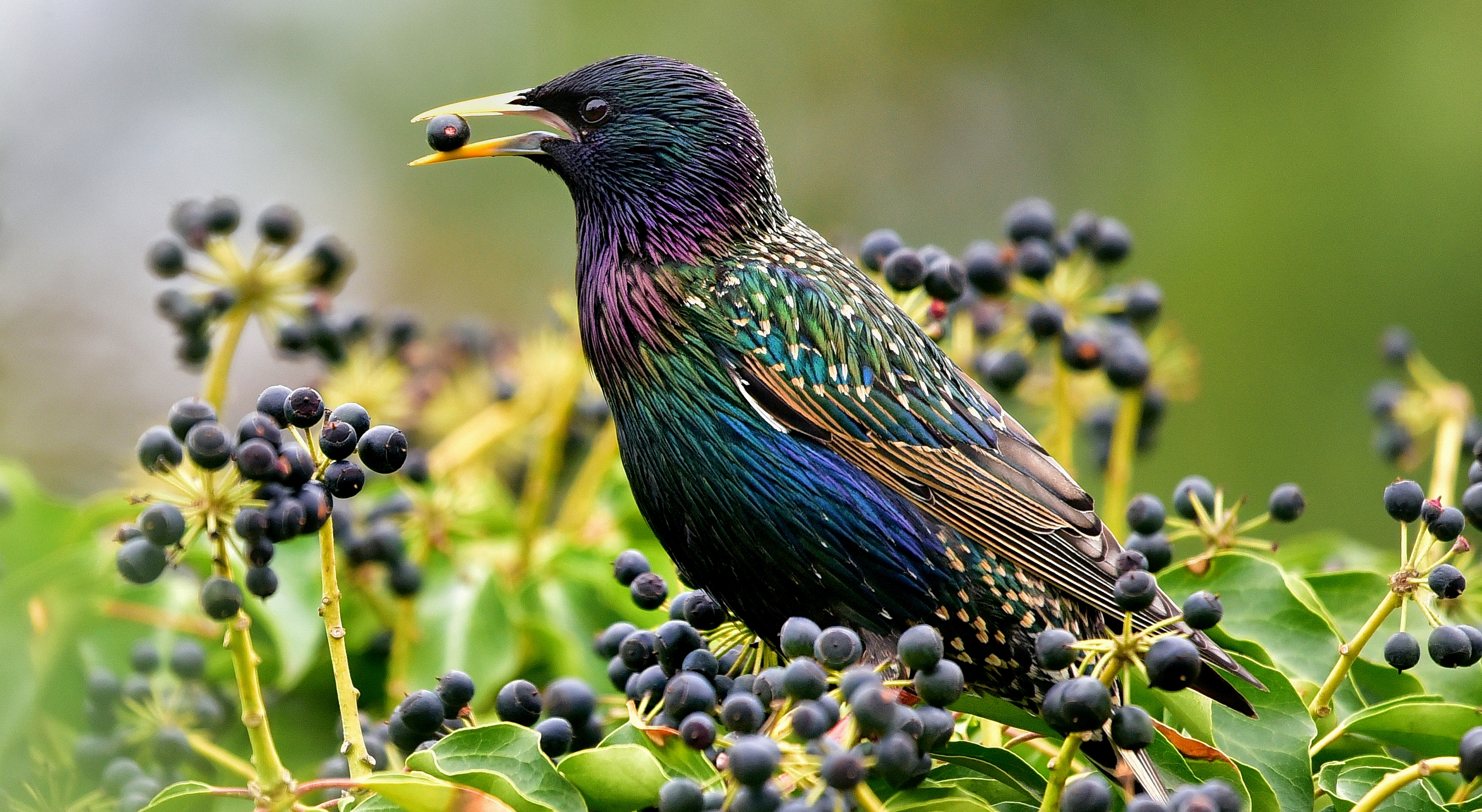
Ein Star holt sich die Früchte vom Efeu

Generell ist der Star Allesfresser, die Ernährung ist jahreszeitlich aber sehr unterschiedlich. Im Frühjahr und Frühsommer werden vor allem bodenlebende Wirbellose genutzt, überwiegend Insekten, aber auch Regenwürmer und kleine Schnecken. Im übrigen Jahr frisst der Star überwiegend Obst und Beeren aller Art, in Mitteleuropa vor allem Kirschen und Äpfel, in West- und Südeuropa vor allem Weintrauben und Oliven. Daneben nutzt der Star auch Nahrungsabfälle des Menschen in Siedlungen und auf Müllkippen.

## Wanderungen
Der Star ist in Europa je nach geographischer Lage Standvogel bis Mittelstreckenzieher, die Zugneigung nimmt von Westen nach Osten und Norden zu. In Großbritannien und Irland ist der Star überwiegend Standvogel. In Belgien bleiben 50–70 % der Brutvögel im Land, in den Niederlanden etwa 20 %, ca. 80 % überwintern in England, Belgien und Nord-Frankreich in einer Entfernung bis ca. 500 km vom Geburtsort. Die mitteleuropäischen Populationen sind Teilzieher, der Anteil von Standvögeln beträgt 2,5 % (Schweiz und Teile Süddeutschlands) bis 8 % (Ostdeutschland, Tschechien, Slowakei). Fast vollständig verlassen werden im Herbst der Norden Skandinaviens, Finnland, Ost-Polen, Russland, der Norden der Ukraine und Sibirien.
Die mittleren Entfernungen zwischen Brutgebiet und Winterquartier liegen für die mittel- und osteuropäischen Populationen bei 1.000 bis 2.000 km. Der Großteil der Stare Europas überwintert im Mittelmeerraum und in Nordwestafrika sowie im atlantischen Westeuropa.
Ab Mitte Juni bis Anfang August machen vor allem die Jungvögel der nordöstlichen Populationen einen sogenannten Zwischenzug; die Zugrichtung liegt meist schon in Richtung des Winterquartiers. Der Zug wird durch die Vollmauser unterbrochen. Anfang September beginnt der eigentliche Wegzug, er erreicht seinen Höhepunkt Mitte Oktober und ist Ende November weitgehend abgeschlossen. Der Heimzug beginnt im Februar und ist in Mitteleuropa meist Ende März, im Norden Europas erst Anfang Mai beendet.

## Verhalten

### Sozialverhalten
Stare bewegen sich ganzjährig in Trupps und z. T. riesigen Schwärmen. Nur am Brutplatz ist der Star territorial, meist wird ein kleiner Radius bis ca. 10 m um die Bruthöhle verteidigt. Nahrungsflächen werden nicht verteidigt, sondern gemeinsam genutzt. Nichtbrüter leben auch in der Brutzeit in Trupps. Die ab Mitte Juni selbstständigen Jungvögel bilden sofort Schwärme, die sich in nahrungsreichen Gebieten konzentrieren. Diese Schwärme werden durch den Zwischenzug der Jungvögel nordöstlicher Populationen (siehe Wanderungen) immer größer mit einem Maximum im Juli.
Nachts werden gemeinsame Schlafplätze genutzt, diese Schlafplätze liegen vor allem in größeren Schilfgebieten, aber auch in Baum- und dichten Strauchgruppen, häufig auch in Stadtzentren. So besteht am Berliner Dom von Juni bis Ende Oktober ein Schlafplatz von bis zu 40.000 Staren. Im Winterquartier können diese Schlafgemeinschaften mehr als 1 Million Individuen umfassen. Die Stare sammeln sich an Vorsammelplätzen, meist auf exponierten Strukturen wie hohen Bäumen oder Stromleitungen. Von dort fliegen sie dann in Trupps oder größeren Schwärmen geschlossen zum eigentlichen Schlafplatz. Kleinere Trupps fliegen den Schlafplatz meist niedrig an. Große Schwärme mit mehreren Tausend Individuen bilden über dem Schlafplatz häufig eine Wolke, aus der die Stare dann schlauchförmig nach unten fliegen, auf größere Entfernung ähnelt das Erscheinungsbild einem Tornado.

### Feindverhalten
Die starke Synchronisation des Brutverlaufs, die sofortige Schwarmbildung der selbständigen Jungvögel und die ganzjährige Lebensweise in Trupps inklusive der Nutzung gemeinsamer Schlafplätze dienen in wesentlichen Teilen bereits der Feindvermeidung. Zwar ziehen die riesigen Schwärme Fressfeinde an, für den einzelnen Star in der großen Masse ist das Prädationsrisiko aber gering.
Spektakulär sind die völlig synchronisierten Bewegungen großer Schwärme bei Annäherung eines Flugfeindes (in Mitteleuropa vor allem Wanderfalke, Baumfalke, Habicht und Sperber). Die Schwärme ziehen sich ähnlich wie ein Fischschwarm ruckartig zu annähernder Kugelform zusammen, pulsieren oder bilden Wellen. Diese Manöver sollen wohl im Wesentlichen dazu dienen, dem angreifenden Greifvogel die Auswahl eines einzelnen Vogels unmöglich zu machen.

### Nahrungssuche
Die Nahrungssuche erfolgt überwiegend am Boden durch Ablesen von Wirbellosen aller Art und Hacken in weichem Boden. Im Gegensatz zur Amsel bewegt sich der Star auf dem Boden schreitend und nicht hüpfend. Häufig wird die Nahrung in engem Kontakt zu weidenden Säugern gesucht, die auch gerne als Sitzwarten genutzt werden. Daneben sucht der Star auch in höherer Vegetation nach Nahrung, liest dort Raupen und andere Wirbellose ab oder hackt an Früchten. Fluginsekten werden von einer Warte aus angejagt, bei Massenauftreten auch im ausdauernden Flug erbeutet.

## Bestandsentwicklung

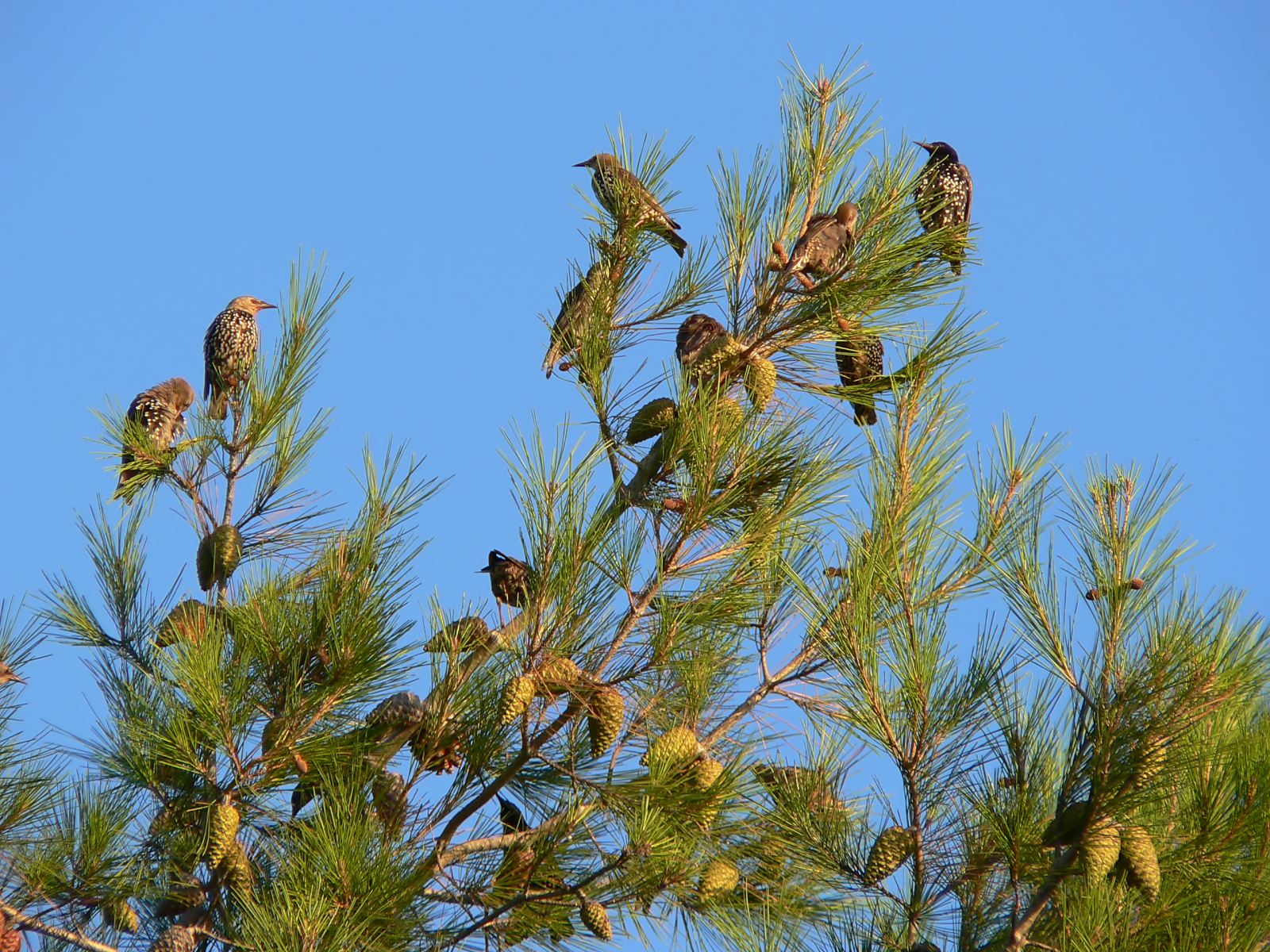
Rastende Stare

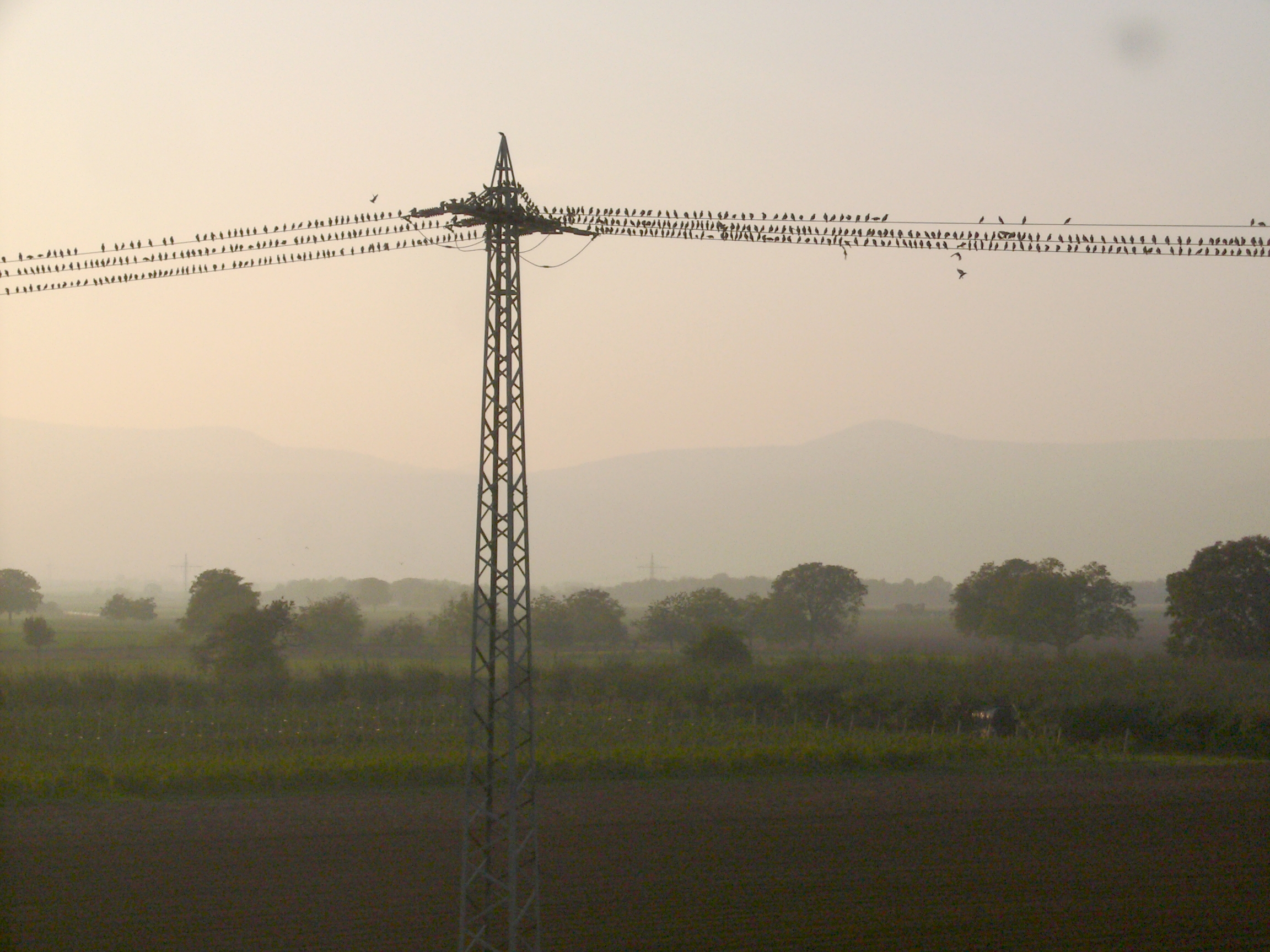
Stare am Vorsammelplatz

In Europa hat der Bestand des Stares spätestens seit Mitte des 19. Jahrhunderts stark zugenommen, im Zuge dieser Zunahme hat die Art ihr Areal nach Westen und Nordosten stark ausgedehnt. Diese Bestandszunahme hielt etwa bis Mitte des 20. Jahrhunderts an. Als wesentliche Gründe für diese Entwicklung werden ein milderes Klima, die starke Zunahme von Grünland durch Kultivierung und Entwässerung der großen Moore, die Ausdehnung von Obst-, Wein- und Olivenkulturen sowie die verbesserte Nährstoffversorgung der Böden durch Düngung angesehen. Diese Faktoren führten zu einer Verbesserung der Nahrungssituation sowohl im Brut- als auch im Überwinterungsareal.
Etwa seit Mitte der 1960er Jahre werden in Nordwest- und Nordeuropa starke Bestandsrückgänge verzeichnet, die zum Teil auf den Rückgang von Weideflächen und intensiven Pestizideinsatz zurückgeführt werden, aber wohl auch klimatische Ursachen haben.
In der Roten Liste der Brutvögel Deutschlands von 2015 wird die Art in der Kategorie 3 als gefährdet geführt,
ebenso in den Bundesländern Niedersachsen und Bremen.
Zur Größe des Bestandes gibt es für den Star nur grobe Schätzungen. Der britische Bestand wurde Ende der 1980er Jahre auf mind. 1,1 Mio. Brutpaare (BP) geschätzt, für die Niederlande wurden für 1979–1985 750.000–1,3 Mio. BP angegeben, für Deutschland 2008 2,3–2,8 Mio. BP und für Polen 1977 ca. 4 Mio. BP. Für Europa ohne Russland wurde der Bestand Anfang der 1990er Jahre auf 20–23 Mio. BP geschätzt.
In Nordamerika erfolgte die Einbürgerung 1890/91 durch Freilassung von ca. 100 Staren durch Eugene Schieffelin im Central Park von New York. Der Bestand stieg exponentiell an, 1940 wurde der Bestand in ganz Nordamerika bereits auf 50 Mio. Individuen geschätzt, Anfang der 1980er Jahre auf 200 Millionen. Auf Grund der starken Bestandszunahme und beobachteter negativer Einflüsse auf die heimischen Arten wird der Star in Nordamerika als invasive Art bezeichnet. Stare kosten in Ländern, wo sie eingebürgert wurden, jedes Jahr Hunderte von Millionen Dollar an landwirtschaftlichen Schäden und tragen durch die Konkurrenz um Ressourcen und Nistplätze zum Rückgang der einheimischen Vogelarten bei. Der Star steht deshalb auf der Liste der 100 of the World’s Worst Invasive Alien Species.
Der Weltbestand betrug Anfang der 1980er-Jahre etwa 600 Mio. Individuen. In einer Studie aus dem Jahr 2021 wurde der Bestand auf 1,3 Milliarden Individuen geschätzt. Der Star ist damit die zweithäufigste Vogelart der Welt.

## Verhältnis zum Menschen

### Schäden und Bekämpfung

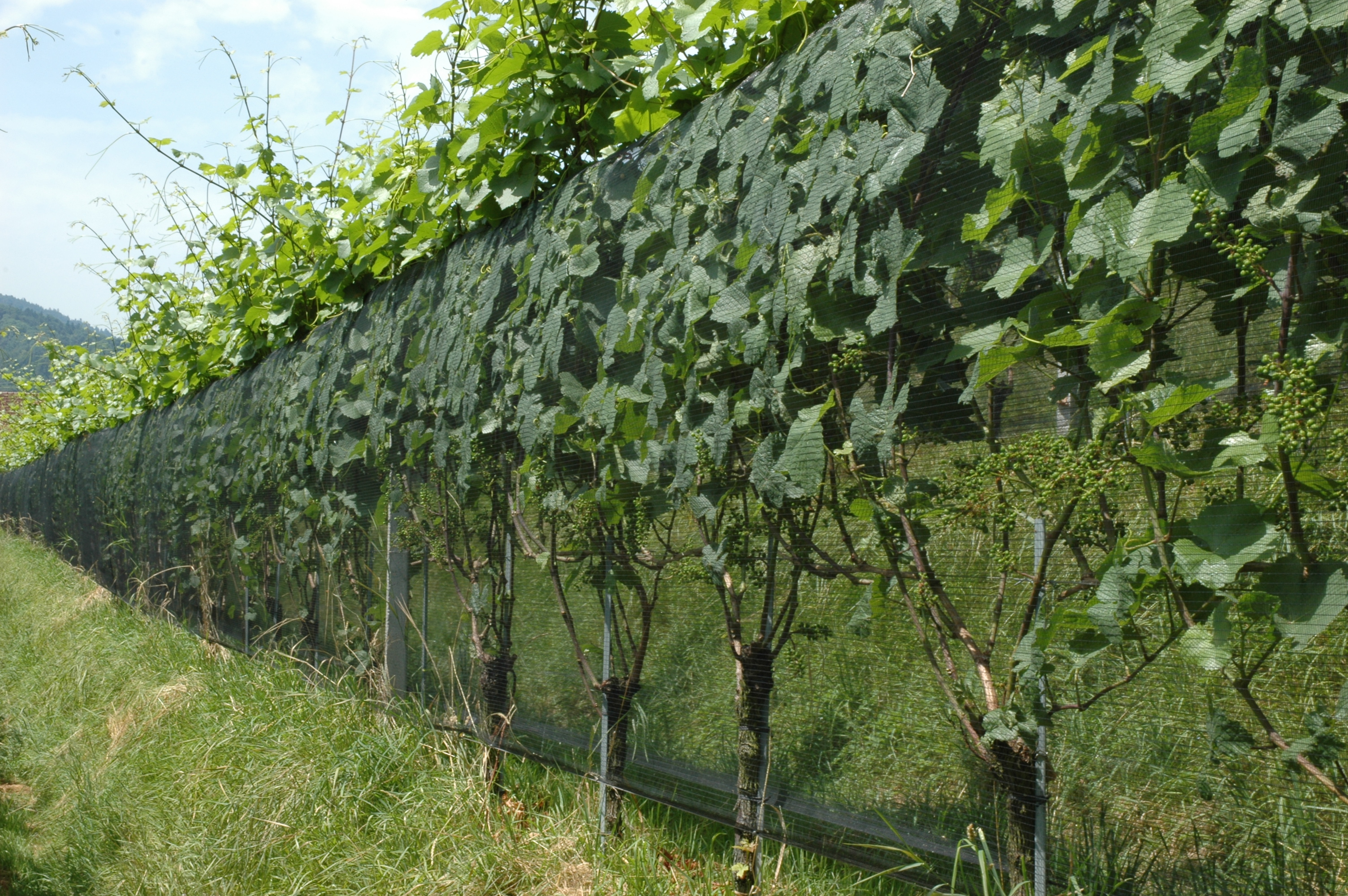
Diese Art der Netze vereinfacht das Einschlaufen der Triebe und ist gleichzeitig ein Schutz gegen Vogelfraß bzw. Hagelschlag

Die zum Teil mehr als 1 Million Individuen umfassenden Starenschwärme haben insbesondere in Weinbaugebieten, aber auch in Kirschplantagen und Olivenhainen erhebliche Fraßschäden verursacht, teilweise wurden auch die großen Schlafplätze durch den Lärm und die anfallenden Kotmengen als Belästigung empfunden. Insbesondere zwischen 1950 und 1980 wurden daher in Westeuropa und Nordafrika massive Bekämpfungsaktionen durchgeführt, bei denen mit Kontakt- und Nervengiften oder Dynamit zum Teil mehrere Millionen Stare getötet wurden. Diese Aktionen hatten keine erkennbaren Auswirkungen auf den Bestand und damit auf die verursachten Schäden.
Ebenso wenig erfolgreich waren verschiedene Versuche, die Stare durch Lärm, Schreckschüsse, reflektierende Metallstreifen und Ähnliches zu verscheuchen. Heute werden hochwertige Weinkulturen und Kirschplantagen großflächig mit Netzen überspannt, zum Teil werden auch in der Nähe solcher Kulturen attraktive Wiesenflächen als alternatives Nahrungsangebot geschaffen.

### Haltung und Nutzung
Bis ins 19. Jahrhundert wurde der Star in Mitteleuropa von armen Familien als Heimtier in der Wohnung frei gehalten, sein Verhalten war also vielen recht gut bekannt. Wie fast alle Singvögel wurde er damals auch gegessen. Sein Fleisch galt in der frühen Neuzeit als das bekömmlichste bzw. „leichteste“ Vogelfleisch.
Auszug aus einem Lexikoneintrag des frühen 19. Jahrhunderts:
Nimmt man die Jungen aus dem Neste u. pfeift ihnen eine Arie vor, so lernen sie dieselbe viel reiner u. stärker nachpfeifen, als Gimpel u. Hänflinge. Im Talent, sprechen zu lernen, übertrifft er noch die Elster. Er vergisst aber das Gelernte leicht wieder, […] besonders zur Zeit der Mauser. Er lebt in der Stube mit andern Vögeln gesellig, gewöhnt sich auch an die übrigen Hausthiere, so dass er ihren Rücken von Ungeziefer reinigt[,] u. ist sehr possirlich. […] Er will sich immer baden. […] Der junge St. ist eine gute Speise, der alte aber schmeckt bitter u. ist schwer verdaulich. Doch wird er häufig gegessen, wobei man ihm den bittern Geschmack durch Abziehen der Haut zu nehmen sucht.
Die Gelehrigkeit eines Stars spielt schon eine Rolle in der keltischen Mythologie in der Geschichte von Branwen, eines Teils des Mabinogion. Die gefangene Branwen richtet einen Star ab, eine Botschaft zu überbringen, was dieser tut und so ihre Befreiung einleitet.

## Sonstiges
Die Fähigkeit des Stars, Stimmen zu imitieren, sorgte für eine urheberrechtliche Auseinandersetzung zwischen dem Verlag Kiepenheuer & Witsch und dem Berliner Konzeptkünstler Wolfgang Müller, als dieser eine CD mit Starengesang veröffentlichte, auf der nach seiner Meinung die Ursonate von Kurt Schwitters rezitiert wird.
Mozart kaufte 1784 einen Star als Haustier, der das Thema des Finalsatzes aus dem 17. Klavierkonzert singen konnte.
Der Naturschutzbund Deutschland und der Landesbund für Vogelschutz in Bayern haben den Star zum „Vogel des Jahres 2018“ in Deutschland gewählt.